# Pacho Dinamita
Pacho Dinamita fue un cuaderno de aventuras, obra de los hermanos Quesada, que fue publicado en España por la valenciana Editorial Maga desde 1951 hasta 1958, y fue el primer éxito de la editorial. Constó de 139 números ordinarios, más cinco almanaques (1954, 1955, 1956 y 1957) y un extra.

## Trayectoria editorial
Pedro Quesada había entregado el guion a Manuel Gago, pero este se lo pasó a Miguel Quesada tras la fundación de Maga, quien se encargaría del dibujo de la serie hasta el número 130, en que fue sustituido por Serchio. El éxito de Pacho Dinamita y de Tony y Anita, también obra de los dos hermanos, permitió el afianzamiento de la editorial.
Por otra parte, esta fue la primera serie de la editorial en incorporar un diseño distintivo en sus portadas.

## Argumento y personajes
"Pacho Dinamita" narra, en cuadernos autoconclusivos, las aventuras del boxeador homónimo, de origen vasco.  Como sugiere Paco Baena, es posible que esta elección geográfica sea resultado de la popularidad que Paulino Uzcudun todavía mantenía en la España de la época.

## Valoración
El investigador Pedro Porcel ha criticado a esta serie por su simplicidad argumental, lo que también explica su éxito comercial, al dar al lector solo lo que esperaba. Paco Baena, por su parte, justifica su atractivo popular sobre la base de los rasgos de su protagonista.